# Виллі (Пиг'я-Сакала)
Ви́ллі (ест. Võlli küla) — село в Естонії, у волості Пиг'я-Сакала повіту Вільяндімаа.

## Населення
Чисельність населення на 31 грудня 2011 року становила 57 осіб.

## Географія
Через населений пункт проходить автошлях 24123 (Вастемийза — Виллі — Сууре-Яані).

## Історія
З 13 лютого 1992 до 21 жовтня 2017 року село входило до складу волості Сууре-Яані.